# Vaudry
Pour les articles homonymes, voir Jean-Étienne Vaudry et Simone Vaudry.
Vaudry est une ancienne commune française, située dans le département du Calvados en région Normandie, devenue le 1er janvier 2016 une commune déléguée au sein de la commune nouvelle de Vire Normandie.
Elle est peuplée de 1 479 habitants.

## Géographie
Située en Bocage virois, la commune de Vaudry est limitrophe à l'est de Vire, la partie sud-ouest du territoire étant un faubourg de la ville. L'atlas des paysages de la Basse-Normandie la place au cœur de l'unité du Bassin de Vire caractérisée par « un ancien bocage fortement dégradé par les mutations agricoles » et un « habitat dispersé […] de schiste aux toits d’ardoise ». Son bourg est distant de 3 km du centre de Vire et est à 23 km à l'ouest de Condé-sur-Noireau.
Le bourg et le faubourg virois sont traversés par la route départementale no 512 (ancienne route nationale 812) qui les relie au centre de Vire à l'ouest et mène à Vassy et Condé-sur-Noireau à l'est. Le nord du territoire est traversé par la D 55 joignant Vire à Aunay-sur-Odon et à laquelle le bourg est relié par une départementale annexe. La D 524 (ancienne route nationale 24bis) reliant Vire à Tinchebray et Flers en direction de Paris parcourt le sud-ouest urbain. À l'ouest, la D 407, rocade de Vire, relie ces trois axes à la route de Caen, plus au nord, en évitant le centre de Vire. La gare de Vire, située sur la ligne Paris-Granville est à 3 km du bourg.
Vaudry est dans le bassin de la Vire qui délimite le territoire au sud-ouest, au pied des Monts de Vaudry. Son affluent, l'Allière traverse le nord de la commune où son propre affluent, la rivière du Maine, le rejoint en marquant la limite nord-est. Le ruisseau des Houlles, prenant sa source sur Roullours, traverse le sud-ouest urbain du territoire et la communauté de Blon et rejoint la Vire à la Croix des Monts, en limite ouest. Le partage des eaux entre le bassin de l'Allière et celui du ruisseau des Houlles est approximativement la route départementale 512 qui borde le sud du bourg.
Le point culminant (258/261 m) se situe au sud-est, près du lieu-dit la Noë, à la sortie du territoire, sur la départementale 512. Le point le plus bas (106 m) correspond à la sortie de l'Allière du territoire, au nord-ouest. En dehors du sud-ouest du territoire, périurbain de Vire, et du bourg, la commune est bocagère.
Le climat est océanique, comme dans tout l'Ouest de la France. La station météorologique la plus proche est Caen-Carpiquet, à 48 km, mais Granville-Pointe du Roc est à moins de 55 km. Le Bocage virois s'en différencie toutefois pour la pluviométrie annuelle qui, à Vaudry, avoisine les 900 mm, supérieure à celle de Carpiquet mais parmi les plus faibles du Bocage virois.
Les lieux-dits sont, de l'ouest au sud-ouest, dans le sens horaire : Gaillon (à l'ouest), le Ronceret, la Morlière de Haut, la Morlière de Bas, le Bois Jean, la Lande, la Cavée, le Pont de Vaudry, le Bourg Jeanne, la Herbellière, la Groudière, Buain, Montisenger, la Rairie, la Herbellière (deux lieux-dits à ce nom) (au nord), le Pissot, la Burlière, la Hunellière, la Bichetière, Courtes (à l'est), la Thibaudière, la Gréardière, la Noë, la Lioudière, la Pevellière, la Croix Gaillon (au sud), le Fay, la Calloullière, la Martinière, le Bourg, la Beslière, l'Oulerie, le Gage, les Monts (faubourg de Vire) et Saint-Père.
| Vire (comm. nouv. de Vire Normandie)                                            | Vire (comm. nouv. de Vire Normandie)      | Burcy (comm. nouv. de Valdallière)                                        |
| Vire (comm. nouv. de Vire Normandie)                                            | Vaudry                                    | Burcy (comm. nouv. de Valdallière), Viessoix (comm. nouv. de Valdallière) |
| Vire (comm. nouv. de Vire Normandie), Roullours (comm. nouv. de Vire Normandie) | Roullours (comm. nouv. de Vire Normandie) | Roullours (comm. nouv. de Vire Normandie)                                 |

## Toponymie
Le nom de la localité est attesté sous les formes Val Dairi en 1155, Valderium en 1198. Malgré l'attestation de 1155 qui aurait pu évoquer un vallon, l'origine du toponyme est attribuée à l'anthroponyme germanique Waldhar suffixé de -iacum/-acus,.
Le gentilé est Vaudricien.

## Histoire
Le 1er janvier 2016, Vaudry intègre avec sept autres communes la commune de Vire Normandie créée sous le régime juridique des communes nouvelles instauré par la loi no 2010-1563 du 16 décembre 2010 de réforme des collectivités territoriales. Les communes de Coulonces, Maisoncelles-la-Jourdan, Roullours, Saint-Germain-de-Tallevende-la-Lande-Vaumont, Truttemer-le-Grand, Truttemer-le-Petit, Vaudry et Vire deviennent des communes déléguées et Vire est le chef-lieu de la commune nouvelle.

## Politique et administration

### Tendances politiques et résultats
Candidats ou listes ayant obtenu plus 5 % des suffrages exprimés lors des dernières élections politiquement significatives :
- Européennes 2014[9] (50,00 % de votants) : UMP (Jérôme Lavrilleux) 27,91 %, FN (Marine Le Pen) 20,39 %, PS-PRG (Gilles Pargneaux) 17,71 %, UDI - MoDem (Dominique Riquet) 11,09 %, EÉLV (Karima Delli) 5,90 %.
- Législatives 2012[10] :
  - 1er tour (70,06 % de votants) : Alain Tourret (PRG) 45,33 %, Jean-Yves Cousin (UMP, maire de la ville) 43,00 %, Marie-Françoise Lebœuf (FN) 5,41 %.
  - 2e tour (73,62 % de votants) : Jean-Yves Cousin (UMP) 50,64 %, Alain Tourret (PRG) 49,36 %.
- Présidentielle 2012[11] :
  - 1er tour (88,64 % de votants) : François Hollande (PS) 32,52 %, Nicolas Sarkozy (UMP) 32,13 %, François Bayrou (MoDem) 10,91 %, Marine Le Pen (FN) 10,42 %, Jean-Luc Mélenchon (FG) 8,86 %.
  - 2e tour (89,24 % de votants) : François Hollande (PS) 52,35 %, Nicolas Sarkozy (UMP) 47,65 %.

### Liste des maires
Le conseil municipal est composé de dix-neuf membres dont le maire et quatre adjoints. Ces conseillers intègrent au complet le conseil municipal de Vire Normandie le 1er janvier 2016 jusqu'en 2020 et Annie Bihel devient maire délégué.

### Liste des maires délégués
| Période         | Période        | Identité          | Étiquette | Qualité                                                                             |
| --------------- | -------------- | ----------------- | --------- | ----------------------------------------------------------------------------------- |
| 11 janvier 2016 | 3 juillet 2020 | Annie Bihel       | PS        | Professeure agrégée de physique-chimie Ancienne conseillère régionale (2004 → 2015) |
| 3 juillet 2020  | En cours       | Corentin Goethals |           | Collaborateur parlementaire                                                         |

## Démographie
En 2022, la commune comptait 1 479 habitants. Depuis 2004, les enquêtes de recensement dans les communes de moins de 10 000 habitants ont lieu tous les cinq ans (en 2008, 2013, 2018, etc. pour Vaudry) et les chiffres de population municipale légale des autres années sont des estimations.
Vaudry a compté jusqu'à 1 883 habitants en 1946.
| 1793 | 1800 | 1806 | 1821  | 1831  | 1836  | 1841  | 1846  | 1851  |
| ---- | ---- | ---- | ----- | ----- | ----- | ----- | ----- | ----- |
| 822  | 755  | 774  | 1 288 | 1 492 | 1 513 | 1 482 | 1 485 | 1 519 |

| 1856  | 1861  | 1866  | 1872  | 1876  | 1881  | 1886  | 1891  | 1896  |
| ----- | ----- | ----- | ----- | ----- | ----- | ----- | ----- | ----- |
| 1 546 | 1 558 | 1 654 | 1 373 | 1 595 | 1 399 | 1 294 | 1 340 | 1 307 |

| 1901  | 1906  | 1911  | 1921  | 1926  | 1931  | 1936  | 1946  | 1954  |
| ----- | ----- | ----- | ----- | ----- | ----- | ----- | ----- | ----- |
| 1 345 | 1 264 | 1 204 | 1 102 | 1 218 | 1 214 | 1 232 | 1 883 | 1 705 |

| 1962  | 1968  | 1975  | 1982  | 1990  | 1999  | 2008  | 2013  | 2018  |
| ----- | ----- | ----- | ----- | ----- | ----- | ----- | ----- | ----- |
| 1 462 | 1 291 | 1 265 | 1 391 | 1 445 | 1 449 | 1 507 | 1 486 | 1 465 |

| 2019  | - | - | - | - | - | - | - | - |
| ----- | - | - | - | - | - | - | - | - |
| 1 402 | - | - | - | - | - | - | - | - |

## Lieux et monuments

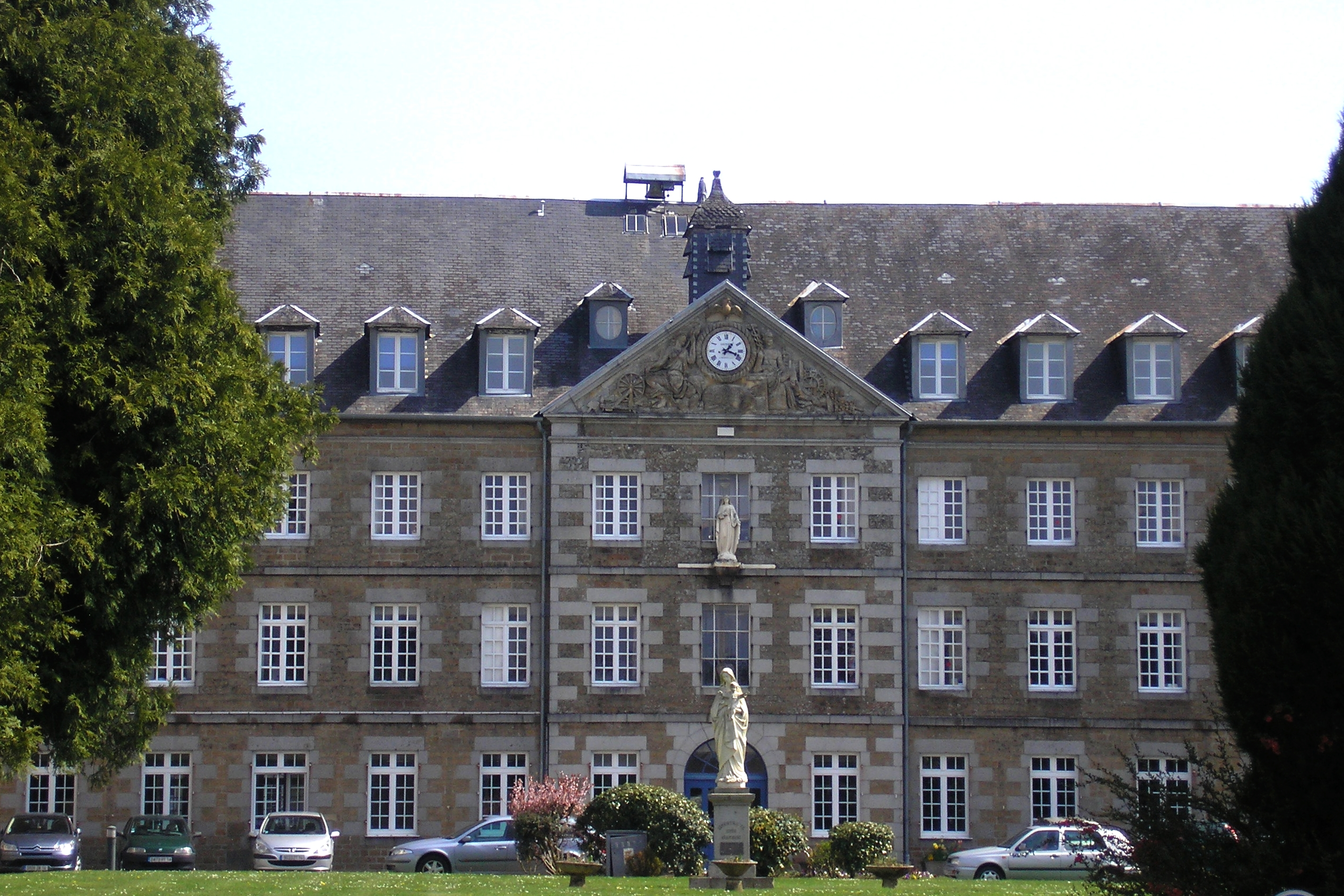
Le bâtiment principal de Blon.

- Église Saint-Martin (XVIIe siècle), avec sa chapelle méridionale de 1828[21], chaire, lutrin et poutre de gloire du XVIIIe siècle, deux retables également du XVIIIe et un tableau (Descente de Croix) du même siècle. Toutes ces œuvres, sauf la chaire, sont (ainsi que d'autres) classées à titre d'objets aux Monuments historiques[22].
- Château du Pont de Vaudry (XIVe et XVIIIe siècle).
- Château de la Herbellière (XVIe siècle) où vécut la famille Lasnon de la Renaudière dont : Jean-François Lasnon, sieur de la Renaudière, gendarme de la garde de Louis XVI et chevalier de l'ordre royal et militaire de Saint-Louis, présent parmi les défenseurs du roi lors de la journée du 10 août 1792 ; Philippe François Lasnon de La Renaudière (1781-1845), né à Vire, président du tribunal civil de Vire de 1808 à 1820, poète, rédacteur et traducteur d'ouvrages de géographie, vice-président de la Société de géographie, décoré de la Légion d'honneur ou encore Élisabeth Philippine Lasnon de la Renaudière (1787-1881), qui épouse à Vire en 1819 le fils de François-Léonord Couraye du Parc (1746-1818), le dernier vicomte de Granville, Charles Gaud Couraye du Parc (1775-1861). Dans le parc du domaine passe l'Allière.
- Mairie de 1785[21].
- Les bâtiments de Blon (1812) et leur portail (1682)[21] inscrit aux monuments historiques[23]. Ce portail est l'ancien portail déplacé du couvent des bénédictines de Vire. Sur le fronton du bâtiment principal figure de part et d'autre d'une horloge une allégorie du commerce et de l'industrie car Blon était au début du XIXe siècle une manufacture de drap.
- La chapelle Saint-Roch (1843)[21].

## Activité et manifestations

### Label
La commune est classée village fleuri (trois fleurs) au concours des villes et villages fleuris.

### Sports
L'Association sportive Vaudry-Truttemer fait évoluer deux équipes en division de district,.
Le Tennis-club accueille les adeptes du sport de raquette.

## Personnalités liées à la commune
- Philippe François Lasnon de La Renaudière (1781-1845), président du tribunal civil de Vire de 1808 à 1820, poète, rédacteur et traducteur d'ouvrages de géographie, vice-président de la Société de géographie, décoré de la Légion d'honneur.
- Émile Maupas (1842 à Vaudry -1916), biologiste.